# 고창 선운사 육층석탑
고창 선운사 육층석탑(高敞 禪雲寺 六層石塔)은 전북특별자치도 고창군 아산면 선운사 대웅전 앞에 있는 고려시대의 육층석탑이다. 1973년 6월 23일전라북도 유형문화재 제29호로 지정되었다.

## 개요
선운사 대웅전 앞마당에 자리하고 있는 고려시대의 석탑이다.
기단(基壇)을 1층으로 마련하여 전체의 무게를 버티게 하고 그 위로 6층의 탑신(塔身)을 올려 놓았다. 기단의 네 면과 탑신부의 각 몸돌은 모서리마다 기둥모양을 새겼다. 얇아 보이는 지붕돌은 밑면에 5단씩의 받침을 두었고, 처마는 양끝에서 가볍게 들려있어 경쾌한 멋이 흐른다. 꼭대기에는 머리장식이 대체로 잘 남아 있다.
전체적으로 탑신의 2층 몸돌부터 급격히 줄어들고, 3층 지붕돌 역시 2층에 비해 폭이 좁아져 비례감이 조금 떨어진다. 옛 백제지역의 탑으로서, 지붕돌 등에서 백제탑 양식이 보이고 있어 지방적인 특색이 잘 담겨진 고려시대 전기의 작품이라 할 수 있다.

## 현지 안내문
화강암으로 된 고려시대의 석탑으로 원래는 9층이었으나, 현재는 6층만이 남아있다. 방형의 축대안에 지대석을 세우고 각층에 사각형의 중석을 올렸다. 6층 옥개석 위에 복발이 있고 그 위에 팔각의 귀꽃으로 각축된 보개를 얹어 놓았다. 사적기에는 조선 성종때 행호선사가 홀로 우뚝 솟은 이 9층 석탑으로 보고 사찰의 중창을 시작하는 계기가 되었다고 한다.